# Plympton, Massachusetts
Plympton är en ort i Plymouth County i delstaten Massachusetts, USA.